# Pallavolo ai X Giochi del Mediterraneo
La pallavolo ai X Giochi del Mediterraneo si è giocata durante la X edizione dei Giochi del Mediterraneo, che si è svolta a Laodicea, in Siria, nel 1987: in questa edizione si è svolto sia il torneo maschile che quello femminile e la vittoria finale alla nazionale di pallavolo maschile della Spagna e alla nazionale di pallavolo femminile dell'Albania.